# Wiktor Kłosiewicz
Wiktor Eugeniusz Kłosiewicz (* 21. Dezember 1907 in Warschau; † 4. Februar 1992) war ein Politiker der Polnischen Vereinigten Arbeiterpartei PZPR (Polska Zjednoczona Partia Robotnicza) in der Volksrepublik Polen, der unter anderem von 1952 bis 1956 Mitglied des Staatsrates (Rada Państwa), zwischen 1957 und 1958 Staatssekretär im Ministerium für Arbeit und Soziales sowie von 1972 bis 1976 Staatssekretär im Ministerium für Arbeit, Löhne und Soziales war.

## Leben

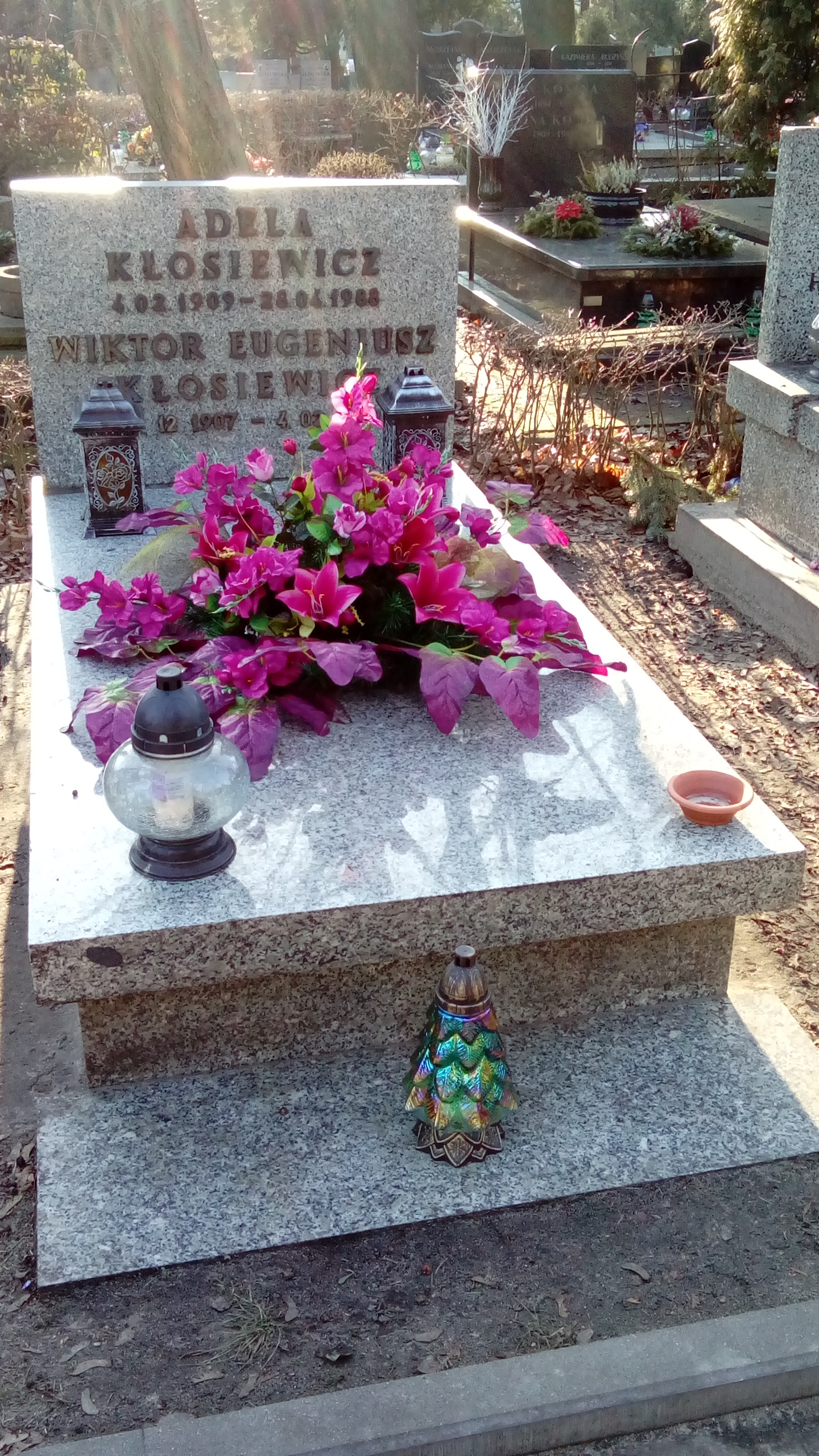
Grabstätte auf dem Warschauer Powązki-Militärfriedhof

Wiktor Eugeniusz Kłosiewicz, der als Maurer tätig war, trat 1928 der Kommunistischen Partei Polens KPP (Komunistyczna Partia Polski) als Mitglied bei und engagierte sich in der Zwischenkriegszeit als kommunistischer Aktivist. Er lebte zwischen 1938 und 1940 in Frankreich und trat 1939 in die polnischen Streitkräfte im Westen ein. 1940 geriet er in deutsche Kriegsgefangenschaft und befand sich bis zu seiner Befreiung 1945 in einem Kriegsgefangenenlager in Deutschland.
1945 kehrte er nach Polen zurück und wurde Mitglied der Polnischen Arbeiterpartei PPR (Polska Partia Robotnicza), die am 5. Januar 1942 im Untergrund in Warschau gegründet wurde. Nachdem er kurzzeitig Sekretär des Parteikomitees von Krakau war, fungierte er zwischen 1945 und 1946 als Erster Sekretär des Parteikomitees von Krakau. Im Anschluss war er von 1946 bis 1949 Erster Sekretär des Parteikomitees von Stettin und wurde ferner am 20. September 1946 Mitglied des Nationalrates (Krajowa Rada Narodowa), dem er als Vertreter von Stettin bis 1947 angehörte. Er wurde 1947 für die PPR auch Mitglied des Gesetzgebenden Sejm (Sejm Ustawodawczy) und gehörte diesem für den Wahlkreis 30 Łobez bis 1952 an. Er war in dieser Zeit Mitglied des Präsidiums der PPR-Fraktion sowie zunächst Mitglied der Ausschüsse für Kommunalverwaltungen, für öffentliche Sicherheit, für Kommunal- und Wohnungswirtschaft, für See- und Außenhandel, für Wirtschaftsplanung und Haushalt, für Landwirtschaft und Agrarreform, für Wiedererlangte Gebiete und Rückführungen, für Verfassungsangelegenheiten sowie für Wahlordnung. Nach Änderung der Sejmordnung am 2. Juli 1949 wurde er Mitglied der Ausschüsse für See- und Außenwirtschaft, für Arbeit und Soziales sowie für Recht und Ordnung.
Auf dem I. (Gründungs-)Parteitag der Polnischen Vereinigten Arbeiterpartei PZPR (Polska Zjednoczona Partia Robotnicza) (15. bis 22. Dezember 1948) wurde Kłosiewicz zunächst Kandidat des Zentralkomitees (ZK) der PZPR und 1950 auf einem Plenum Mitglied des ZK der PZPR, dem er bis 1958 angehörte. Er war darüber hinaus von 1949 bis 1950 Leiter der Abteilung Selbstverwaltung und Verwaltung des ZK sowie zwischen 1950 und 1954 Mitglied der Organisationsbüros des ZK der PZPR. Am 22. November 1950 in Warschau wurde er auf dem Zweiten Kongress der Verteidiger des Friedens in den Weltfriedensrat gewählt. 1950 war er kurzzeitig stellvertretender Vorsitzender und daraufhin als Nachfolger von Aleksander Zawadzki zwischen 1950 und seiner Ablösung durch Ignacy Loga-Sowiński 1956 Vorsitzender des Zentralrates der Gewerkschaften ZZZ (Zrzeszenie Związków Zawodowych). Am 20. November 1952 wurde er Mitglied des Sejm, dem er als Vertreter des Wahlkreises Nr. 55 Bielsko-Biała bis zum 20. November 1956 angehörte. Er war in dieser ersten Legislaturperiode Vorsitzender des Prüfungsausschusses sowie Mitglied des Ausschusses zur Prüfung von Änderungen des Wahlgesetzes. Er wurde zugleich 1952 Mitglied des Staatsrates (Rada Państwa), des kollektiven Staatsoberhaupts der Volksrepublik Polen, und gehörte auch diesem bis zum 1956 an. Ferner war er von 1952 bis 1956 auch stellvertretender Vorsitzender des Präsidiums der neu gegründeten Nationalen Einheitsfront (Front Jedności Narodu), eine der PZPR unterstellte gesellschaftspolitische Institution, die ihre politischen Ziele umsetzt und auch andere politische Parteien, Gewerkschaften und auch soziale Organisationen einschloss. Während der Zeit des Polnischen Oktober 1956 gehörte er im Machtkampf innerhalb der PZPR neben Zenon Nowak, Franciszek Jóźwiak, Hilary Chełchowski, Aleksander Zawadzki, Władysław Kruczek, Władysław Dworakowski, Kazimierz Mijal, Franciszek Mazur, Bolesław Rumiński und Stanisław Łapot der einflussreichen Natolin-Faktion an. Auf Nowaks Initiative hatte sich vor Wochen diese sogenannte Natolin-Gruppe gebildet. Der Name stammt von einem Schlösschen außerhalb Warschaus, das einst Graf Stanisław Kostka Potocki gehörte. Nach dem Posener Aufstand hatten sich dort die Stalinisten der Partei zu einer Geheimkonferenz getroffen, auf der die Rückkehr zu „harten“ Methoden beschlossen wurde. Die Natolin-Gruppe bildete den stalinistischen Flügel im Zentralkomitee, und Zenon Nowak war es, der sich in der Vormittagssitzung des 19. Oktober 1956 der Ausbootung von Konstantin Konstantinowitsch Rokossowski aus dem Politbüro am heftigsten widersetzte.
Nachdem Wiktor Kłosiewicz zwischen 1957 und 1958 noch Staatssekretär im Ministerium für Arbeit und Soziales wurde, schloss ihn am 1. März 1958 das 11. Plenum des Zentralkomitees aus. Nach seinem Ausscheiden aus dem ZK wurde er Direktor des Außenhandelszentrums Marko in Warschau, das sich mit der Versorgung der in Polen stationierten sowjetischen Truppen befasste.  Er fungierte von 1971 bis 1972 stellvertretender Vorsitzender des Staatlichen Komitees für Arbeit und Löhne sowie zwischen 1972 und 1976 als Staatssekretär im Ministerium für Arbeit, Löhne und Soziales. Nach seiner Pensionierung 1976 war er noch stellvertretender Aufsichtsratsvorsitzender der Sozialversicherungsanstalt ZUS (Zakład Ubezpieczeń Społecznych). Nach seinem Tode wurde er auf dem Warschauer Powązki-Militärfriedhof beigesetzt.

## Veröffentlichung
- Gdy wieje wiatr historii, 1987